# MixRadio
MixRadio là một dịch vụ nghe nhạc trực tuyến thuộc quyền sở hữu của Line Corporation. Dịch vụ được Nokia ra mắt lần đầu vào năm 2011 với tên gọi Nokia Music dành cho Windows Phone, phát triển dựa trên Nokia Music Store/Comes trước đó của Nokia với sự khởi đầu là Music/Ovi Music Store, ứng dụng chạy trên nền tảng LoudEye/OD2. Sau khi công ty kinh doanh điện thoại Nokia bị thâu tóm, dịch vụ được chuyển đến Microsoft Mobile Oy và duy trì được một thời gian ngắn trước khi nó được chuyển nhượng qua công ty trực tuyến Hàn Quốc Line Corporation năm 2015. Sau quá trình chuyển nhượng, MixRadio mở rộng trên các hệ điều hành Android và iOS vào tháng 5 năm 2015.
Ngày 16 tháng 2 năm 2016, Line tuyên bố rằng MixRadio sẽ ngừng hoạt động, trích dẫn từ "một cuộc đánh giá chi tiết tổng hiệu suất của công ty" và "thách thức kinh tế trên thị trường dịch vụ nghe nhạc trực tuyến".

## Khả dụng
MixRadio là ứng dụng miễn phí khả dụng với các hệ điều hành như Android, iOS, Apple Watch, Amazon Appstore, BlackBerry, Windows Phone, Adidas miCoach Smart Run và dãy loa không dây Omni Harman Kardon.
Khi còn là Nokia Music Store, ứng dụng khả dụng tại 33 quốc gia:
Australia, Áo, Brazil, Canada, Trung Quốc, Ai Cập, Phần Lan, Pháp, Đức, Ấn Độ, Indonesia, Ireland, Italy, Liban, Malaysia, Mexico, Hà Lan, Na Uy, Pakistan, Ba Lan, Bồ Đào Nha, Nga, Ả Rập Xê Út, Nam Phi, Singapore, Tây Ban Nha, Thụy Điển, Thụy Sĩ, Thái Lan, Thổ Nhĩ Kỳ, Các Tiểu vương quốc Ả Rập Thống nhất, Vương quốc Anh, Mỹ và Việt Nam.

## Pháp
Tại Pháp, Nokia Music Store gia nhập vào thị trường này ngày 23 tháng 4 năm 2008.

## UAE
Nokia Music Store đi đến thị trường UAE tháng 11 năm 2008.

## Australia
Nokia Music Store đến với thị trường Úc vào ngày 22 tháng 4 năm 2008.

## Ấn Độ
Nokia Music Store ra mắt tại Ấn Độ năm 2009.

## Các nước Trung Đông
Comes with Music đã ra mắt trên lãnh thổ các nước Trung Đông, lần lượt là: Ai Cập, Lebanon, Jordan, Palestine, Iraq, Ả Rập Xê Út, UAE, Kuwait, Qatar, Bahrain, và Oman, vào ngày 11 tháng 2 năm 2010.

## Nam Phi
Nokia Music Store ra mắt tại Nam Phi vào ngày 24 tháng 4 năm 2009. Comes With Music cũng ra mắt vào ngày 27 tháng 8 năm 2009. Ứng dụng đã được đổi tên thành Ovi theo ý kiến của Nokia vào ngày 9 tháng 10 năm 2010.

## Tây Ban Nha
Dịch vụ được thông báo ra mắt tại Tây Ban Nha vào ngày 28 tháng 9 năm 2008.

## Hình thành

### 2007-2011
Dịch vụ ra mắt lần đầu năm 2007 với mục đích đơn thuần của Nokia nhằm thiết lập dịch vụ Nokia Comes With Music của họ, đồng thời hợp tác với Universal Music Group International, Sony BMG, Warner Music Group, EMI, cùng với hàng trăm hãng thu âm và các tổ chức âm nhạc độc lập khác, cho phép người dùng có được 12, 18, hoặc 24 tháng tải nhạc miễn phí không giới hạn khi mua điện thoại có tích hợp sẵn Nokia Comes With Music. Dữ liệu có thể được tải về từ thiết bị di động hoặc máy tính cá nhân và được lưu trữ vĩnh viễn.
Ngày 29 tháng 8 năm 2007, Nokia ra mắt Ovi Music Store thuộc nền tảng Ovi. phục vụ cho cổng thông tin Nokia. Ý tưởng trên được nảy ra sau khi cửa hàng cung cấp cho tất cả người dùng di động Nokia tính năng nghe nhạc MP3 từ cửa hàng âm nhạc giống như trên máy tính. Ovi Music Store chính thức mở cửa ngày 1 tháng 10 năm 2007 tại Anh cung cấp các bản nhạc từ SonyBMG, Universal Music, EMI và Warner Music Group, cũng như các hãng thu âm khác. Dịch vụ này có phần mềm riêng nhằm phục vụ cổng của cửa hàng trên cả điện thoại và máy tính. Nó có tên ban đầu là Nokia Ovi Player, sau đó đổi thành Nokia Music Player.
Tháng 10 năm 2008, Nokia tuyên bố Nokia 5800 với dịch vụ Comes With Music tích hợp sẵn sẽ là đối thủ trực tiếp của iPhone, đồng thời người dùng được một tháng tải nhạc không giới hạn với cước phí dịch vụ đã tính trước vào giá của điện thoại. Dịch vụ này tùy thuộc vào người dùng.
Bên trong hộp chứa điện thoại có một thẻ ID chứa đường truyền cho máy tính (MAC address) hoặc điện thoại (IMEI), cung cấp chức năng tải nhạc miễn phí cho cả máy tính và điện thoại hơn 1 năm.
Đến năm 2010 dịch vụ có dữ liệu DRM giúp chương trình không bị sao chép bất hợp pháp trên CD, chỉ cho phép phát lại trên các thiết bị điện thoại và trên phần mềm máy tính. Nhu cầu thị trường đòi hỏi phải có một bước tiến với DRM, điều đó đã được dẫn chứng trong bài báo của tạp chí Brainstorm "Music wants to be mobile...and DRM free". Trường hợp người dùng muốn mua bài hát, họ phải mua nó từ cửa hàng. Cuối năm 2010 đầu năm 2011, Nokia Music tiếp tục phát triển ứng dụng trên nền tảng MeeGo cùng với sự xuất hiện trước đó của nó trên nền tảng Symbian.
Tháng 1 năm 2011, Nokia thu hồi lại chương trình từ 27 quốc gia, vì thất bại của nó trong việc thu hút sự chú ý công chúng; dù vậy vẫn còn người dùng tiếp tục tải nhạc về cho đến khi hợp đồng hoàn toàn chấm dứt. Dịch vụ vẫn tiếp tục hoạt động đến năm 2014 tại Trung Quốc, Ấn Độ, Indonesia, Brazil, Thổ Nhĩ Kỳ và Nam Phi, những nơi có phản ứng khả quan hơn.
Nokia Music chính thức ra mắt trên nền tảng Windows Phone với dòng Lumia 710 và Lumia 800 vào ngày 26 tháng 10 năm 2011 tại Luân Đôn.

### 2012-2013
Với sự ra mắt của Windows Phone 8 cuối năm 2012, Nokia Music cũng đã ra mắt ứng dụng được tối ưu hóa trên hệ điều hành mới này của Microsoft. Những tháng sau đó, Nokia Music cũng đã được phát hành trong cửa hàng ứng dụng của Window 8 và Window 8 RT.
Nokia Music ra mắt tại thị trường Mỹ vào ngày 15 tháng 9 năm 2012 với một buổi biểu diễn tại Irving Plaza bởi Green Day. Người hâm mộ đã cùng hòa mình dưới buổi biểu diễn đặc biệt từ ban nhạc, cùng với sự tham gia của các phương tiện truyền thông bị thu hút bởi AT&T, Nokia, ban nhạc và Warner Bros.
Ngày 20 tháng 11 năm 2013, Nokia đổi tên dịch vụ thành "Nokia MixRadio". Sự thay đổi cũng diễn ra với các cửa hàng ứng dụng trên hệ điều hành Window 8 và Window RT. Ngày hôm sau, Nokia MixRadio chính thức ra mắt đến thị trường thế giới bằng một sự kiện đặc biệt tại thành phố New York với màn trình diễn của Nile Rodgers.

### 2014-2016
Nokia MixRadio bắt đầu một năm mới bằng sự ra mắt của ứng dụng MixRadio trên nền tảng Nokia Asha và Nokia X tại Triển lãm di động toàn cầu GSMA vào tháng 2 năm 2014.
Dịch vụ một lần nữa được đổi tên thành "MixRadio" vào ngày 1 tháng 7 năm 2014 trong quá trình chuyển chủ sở hữu dịch vụ từ Nokia sang Microsoft. Ngày 11 tháng 9 năm 2014, ứng dụng MixRadio được phát hành riêng cho dãy loa không dây Sonos với một ứng dụng đi kèm. MixRadio đã vương đến một tầm phát triển mới vào ngày 27 tháng 11 năm 2014 khi thêm ứng dụng vào đồng hồ thông minh adidas miCoach.
Ngày 18 tháng 12 năm 2014, sau khi tính toán về lợi nhuận của dịch vụ, Microsoft tuyên bố sẽ bán lại MixRadio cho Line Corporation, một trong những công ty con của Naver Corporation, với một khoản tiền không được tiết lộ.
Ngày 17 tháng 3 năm 2015, cuộc giao dịch hoàn tất. Cùng thời điểm phiên bản thử nghiệm của ứng dụng cũng được phát hành trên hệ điều hành Android và iOS.
Ngày 19 tháng 5 năm 2015, MixRadio tuyên bố sự ra mắt về mặt thương mại của các ứng dụng iOS và Android song song với các sự kiện ra mắt tại New York City và Singapore. MixRadio cũng thông báo về mối quan hệ hợp tác với HTC tại sự kiện hợp nhất MixRadio vào phần mềm BlinkFeed của điện thoại thông minh HTC. Sự tích hợp MixRadio với BlinkFeed đã được phát trực tiếp vào ngày 9 tháng 6 năm 2015.
Trong quý 3 của năm 2015, MixRadio mở rộng tính khả dụng trên các nền tảng mới lần lượt là Apple Watch, Amazon Appstore và Tizen. Tuần đầu của tháng 11 năm 2015, MixRadio ra mắt trình duyệt web đầy đủ tính năng trên hệ điều hành Windows và OS X, phản ánh giao diện và chức năng của ứng dụng trên điện thoại thông minh. Cuối tháng 9 năm 2015, MixRadio đã cho phép tính năng tải về thông qua Amazon Appstore (cũng như các thiết bị BlackBerry). Ứng dụng cũng đã được cài đặt sẵn trên Samsung Z3, loại điện thoại chạy hệ điều hành Tizen.

### Ngưng hoạt động
Ngày 16 tháng 2 năm 2016, Line thông báo MixRadio sẽ ngừng hoạt động, trích lời từ "một cuộc đánh giá chi tiết tổng hiệu suất của công ty" và "thách thức kinh tế trên thị trường dịch vụ nghe nhạc trực tuyến".
MixRadio chính thức đóng cửa vào ngày 21 tháng 3 năm 2016.

## Đặc trưng

### Thể loại
Tháng 6 năm 2015, MixRadio đã mua lại 36 triệu bài hát. Các bản nhạc đã được thu mua từ các hãng đĩa lớn, các hãng đĩa độc lập và các hãng đĩa tại địa phương.

### Dang sách phát chọn lọc
MixRadio có thể vận hành được trên tiền đề của các danh sách phát, với tên gọi "danh sách phát chọn lọc". Sau khi tải ứng dụng về trong lần đầu, người dùng được yên cầu chọn một vài thể loại nhạc yêu thích, từ đó đặt ra cho người dùng những lựa chọn về nghệ sĩ yêu thích. Sau đó đưa ra cho người dùng "danh sách phát chọn lọc của tôi ". Người dùng cũng có thể lựa chọn các danh sách có sẵn theo chủ đề hoặc thể loại, (ví dụ 'Top 40 Australian charts' hoặc 'Rock workout') hoặc hoàn toàn tự tạo danh sách phát từ những nghệ sĩ đã chọn.

### Danh sách phát chọn lọc tối ưu hoá
Người dùng MixRadio cũng có thể thích ('tim') hoặc không thích ('tim tan vỡ') một bài hát bất kì khi nó đang phát, sau đó thể loại nhạc yêu thích của người dùng được lưu lại và đưa ra bài hát tiếp theo thích hợp hơn với người dùng. MixRadio sở hữu đội ngũ nhân viên lưu lại dữ liệu trên để nắm bắt được sở thích và thói quen của thính giả.

### Danh sách phát chọn lọc ngoại tuyến
Lợi thế lớn nhất vốn có của MixRadio là khả năng tải các danh sách phát chọn lọc về thiết bị. Qua đó, người dùng có thể nghe danh sách phát chọn lọc yêu thích của họ kể cả khi khu vực đó không có mạng Internet hay sóng Wifi.

### Tải về không giới hạn
Tại Ấn Độ, MixRadio khả dụng cho tất cả các dòng điện thoại Nokia Asha, Lumia và Nokia X. Người dùng có thể tải các bản nhạc từ MixRadio miễn phí trong 3 tháng đầu sau khi mua điện thoại Nokia Asha, Lumia hoặc X-series, việc đăng kí gia hạn có thể được thực hiện thông qua giao dịch trực tuyến trên đường dây cố định Oxicash Lưu trữ ngày 28 tháng 5 năm 2014 tại Wayback Machine, website hoặc mua trực tiếp từ các outlet của bộ phận chăm sóc khách hành của Nokia. Với các điện thoại Nokia Asha, dịch vụ cũng có thể được gia hạn qua việc mang các hoá đơn đến các trung tâm Airtel, Vodafone và Idea. Tuy nhiên, điều này sẽ không còn được thực hiện từ tháng 5 năm 2014 và tháng 11 năm 2014, Microsoft đưa ra thông báo tính năng tải nhạc không giới hạn của MixRadio sẽ không còn hoạt động.

## Bản thử nghiệm công khai cho Android và iOS
Cuối tháng 8 năm 2015, bản thử nghiệm MixRadio được đưa ra công khai, phục vụ cho việc kiểm tra và thu thập các đánh giá cho dịch vụ. Bản thử nghiệm công khai đã được mở rộng sang MixRadio trên iOS cuối tháng 10 năm 2015.